# Anton Kessler
Max Anton Ulrich Kessler, auch Keßler (* 21. Juli 1816 in Frankfurt (Oder); † 25. Februar 1890 in Marburg), war ein deutscher Verwaltungsjurist. Von 1851 bis 1870 amtierte er als Landrat des Landkreises Duisburg.

## Leben
Kessler war der dritter Sohn des Arnsberger Regierungspräsidenten Georg Wilhelm Keßler und dessen erster Ehefrau Auguste Juliane Heim (1792–1820), der Tochter des Berliner Ehrenbürgers Ernst Ludwig Heim. Anton Kessler studierte Rechtswissenschaft und beschritt wie sein Vater eine Verwaltungskarriere. Bei der Königlichen Regierung zu Arnsberg absolvierte er seine Prüfung. 1848 wurde er Landrat des Landkreises Wetzlar, am 1. Oktober 1850 Landrat des Landkreises Solingen und am 24. Juli 1851 Landrat des Landkreises Duisburg. In der letzten Position amtierte er vom 24. Juli 1851 bis zum 15. November 1870. 1862 hatte er großen Anteil an der Gründung der Bürgermeisterei Oberhausen.
Ab 15. November 1870 bei der Königlichen Regierung zu Arnsberg, stieg er schließlich zum Oberregierungsrat auf.
Kessler heiratete Luise Blume (1827–1902) aus Stralsund. Mit ihr hatte er den Sohn Georg Keßler (* 1851 in Solingen) und die drei Töchter Therese (* 1853 in Duisburg), Antonie (* 1855 in Duisburg) und Agnes (* 1859 in Duisburg). Ein Freund Kesslers war der Journalist, Dichter und Schriftsteller Heinrich Kruse, dessen Sohn Francis er als Vorbild diente und persönlich förderte.